# Google Code-in
Google Code-in ist ein von der Google LLC gesponserter, jährlich stattfindender Programmierwettbewerb, in dem Schüler Aufgaben erledigen, die verschiedene teilnehmende FLOSS-Organisationen definieren. Der Wettbewerb hieß ursprünglich „Google Highly Open Participation Contest“, 2010 wurde das Format jedoch umgestaltet zu seiner heutigen Form. Schüler, die Aufgaben erledigen, gewinnen Zertifikate und T-Shirts. Außerdem wählt jede Organisation zwei Gewinner eines großen Preises, die eine Reise nach Mount View, Kalifornien in Googles Hauptsitz gewinnen.

## Geschichte
Ursprünglich basierte das Programm auf dem Google Highly Open Participation Contest. 2010 wurde das Programm zu Google Code-in umgestaltet. 2011 nahmen 18 Organisationen teil und gab es 10 Großpreisgewinner, die zur Google-Zentrale reisten. 2012 nahmen 10 Organisationen teil und gab es 20 Großpreisgewinner.

## Qualifikation
Schüler müssen mindestens 13 und nicht über 17 Jahre alt sein, um teilnehmen zu dürfen. Zusätzlich müssen die Schüler Einverständniserklärungen ihrer Eltern und einen Nachweis über den Besuch einer voruniversitären Bildungseinrichtung einsenden.

## Programm
Google arbeitet mit bestimmten FLOSS-Organisationen zusammen, die allesamt bereits Erfahrung aus früherer Zusammenarbeit mit Google in Programmen wie dem Google Summer of Code haben. Diese Organisationen liefern Arbeitshappen, die auf die Erledigung durch Schüler ausgelegt sind. Zu Beginn des Wettbewerbs können sich Schüler anmelden und Aufgaben beanspruchen. Danach haben sie eine festgesetzte Zeit zur Erledigung und können sich vom Mentor Hilfe holen. Sie können bei Bedarf auch eine Fristverlängerung beantragen.

## Preise
Schüler, die eine Aufgabe abschließen, erhalten ein Zertifikat im Wert von etwa 2 US-Dollar. Schüler, die drei Aufgaben abschließen, erwerben zusätzlich ein T-Shirt. Es werden jeweils höchstens ein Shirt und Zertifikat pro Schüler vergeben. Zum Ende des Wettbewerbs wählt jede Organisation zwei Schüler als Großpreisgewinner aus, die zu einer Preisverleihungszeremonie in der Google-Zentrale in Mountain View, Kalifornien, USA reisen, Google-Ingenieure treffen und an einen Besichtigungsrundgang durch San Francisco teilnehmen dürfen.